# Bulia californica
Bulia californica là một loài bướm đêm trong họ Erebidae.